# سلیمان الحلبی
سلیمان الحلبی از دانش پژوهان دانشگاه الازهر مصر بود که ژنرال کلیبر فرانسوی را در سال ۱۸۰۰ میلادی کشت.

## زندگی‌نامه و تحصیل
سلیمان ونس الحلبی در سال ۱۱۹۱ق برابر ۱۷۷۷م متولد شد. زادگاه وی حلب سوریه بود و پدرش تاریخ‌دان بود. او در مصر در مدرسه الازهر. تحصیل می‌کرد.

## قتل کلیبر
وقتی ناپلئون بناپارت مصر را در لشکرکشی فرانسه به مصر و سوریه در ۱۷۹۸م فتح کرد اندکی بعد مردم شورش کردند و عده ای از سربازان و ژنرال‌های فرانسوی کشته شدند که از همه پر سر و صداتر قتل ژنرال کلیبر(Jean-Baptiste Kléber) بود که در سال ۱۸۰۰ م توسط حلبی کشته و سال بعد در فرانسه خاک شد.

## اعدام حلبی
حلبی در فرانسه محاکمه و اعدام شد.